# Samuilova tvrđava u Ohridu
Samuilova tvrđava u Ohridu zvana i Ohridsko Kale je utvrda iznad starog dijela grada Ohrida, u Republici Makedoniji. 
U njoj se nalazio glavni grad Samuilove države, vjeruje se da najveći dio njenog 
današnjeg izgleda potječe upravo iz tog vremena (1018.).
Utvrda se nalazi na dva brda čiji se vrhovi uzdižu od 90 do 50 m iznad Ohridskog jezera, koje pruža prirodnu zaštitu južnoj strani utvrde. Tvrđava je s tri strane; zapadne, sjeverne i istočne, utvrđena bedemima različite visine (ovisno o terenu).
Danas je tvrđava povijesni spomenik, jedna od glavnih turističkih atrakcija grada Ohrida. 
Tvrđava je temeljno renovirana 2003. godine.

## Povijest utvrde
Na području današnjeg Ohrida, još za drevne Grčke postojao je grad 
Lihnidos čije se središte nalazilo na prostoru današnje tvrđave (Gornji grad) o čemu 
svjedoče brojni arheološki nalazi.
Jaka utvrda u Lihnidosu prvi put se spominje u bizantskoj kronici Ivana Malalasa oko 476. godine kad ju je ostrogotski kralj Teodorik I. neuspješno pokušao zauzeti.
Nakon osnutka Samuilovog carstva nova prijestolnica njegova carstva (nakon Prespe) postao je Ohrid koji je tad utvrđen bedemima. 
Nakon propasti Samuilove države, utvrdu zauzima 1018. godine 
bizantski car Bazilije II.  Nakon toga utvrda prelazi iz ruke u ruku između  
Bugara i Bizanta, potom je osvajaju Normani na svom pohodu na 
Balkan.
Srpski kralj Dušan je zauzima 1334. 
godine,  i od tad je utvrda u srpskim rukama sve do smrti Kraljevića Marka 1394. godine, tada je utvrda mirnim putem pala u osmanske ruke. 
Tvrđava je višestruko renovirana i dograđivana još od vremena Bizanta, preko osmanskih vremena do danas.
Prema najnovijim arheološkim iskapanjima i saznanjima koje su proveli 
makedonski arheolozi, izgleda da je tvrđava sagrađena na mjestu starije utvrde, iz 4. stoljeća prije Krista, koju je vjerojatno sagradio kralj Filip II. Makedonski.
Do sada su arheolozi pronašli ostatke utvrđenog zida i kula koje potječu iz rane antike. 
Znanstveni dokaz za svoje tvrdnje pronašli su i u zapisu iz Liviusa iz 208. 
godine prije Krista u kojem se spominje Tvrđava Lihnidos.

## Vanjske poveznice
- O Samuilovoj tvrđavi na stranicama arheologija.fr.gr